# Lengyel Zoltán (politikus)
Lengyel Zoltán Miklós (Budapest, 1960. július 17. –) magyar gépészmérnök, politikus, országgyűlési képviselő.

## Tanulmányai
1978-ban érettségizett az esztergomi Temesvári Pelbárt Ferences Gimnáziumban, majd két évig betanított munkásként dolgozott a Magyar Autóklubnál. 1980-ban felvették a Debreceni Agrártudományi Egyetem Mezőgazdasági Gépészmérnöki Főiskolai Karára Mezőtúrra, ahol 1983-ban szerzett diplomát. Később szakmérnöki, ill. közgazdsági szakokleveles mérnöki képesítést is szerzett.

## Politikán kívüli pályafutása
Első diplomájának megszerzése után az ócsai Vörös Október Mezőgazdasági termelőszövetkezet (Mgtsz) gyakornoka lett, majd 1987 és 1989 között a vértesacsai mezőgazdasági termelőszövetkezet műszaki vezetőjeként dolgozott. 1989-ben a cecei Béke Mgtsz műszaki főágazatvezetőjeként kezdett el dolgozni. 1991-ben a Műszaki Szolgáltató Kft. ügyvezetője lett. 1999 és 2002 az Enyingi Agrár Rt. igazgatóságának elnöke is volt.

## Politikai pályafutása
Korán bekapcsolódott a helyi közéletbe: 1990-ben beválasztották Sáregres önkormányzatának képviselő-testületébe, majd 1994-ben a település független polgármestere lett, mely tisztségbe kétszer újraválasztották a konzervatív pártok támogatásával. A 2006-os önkormányzati választáson indult, de nem sikerült újra megszereznie a polgármesteri tisztséget.
Az 1998-as országgyűlési választáson a Fidesz képviselőjelöltje, mandátumot nem szerzett. 2002-ben a Sárbogárd központú Fejér megyei 6. számú egyéni választókerületben szerzett mandátumot. 2004 és 2006 között az Országgyűlés mezőgazdasági bizottságának alelnöke és a Fidesz-frakció helyettes vezetője volt. 2006-ban megismételte sikerét az egyéni választókerületben. Emellett 1998 és 2006 között a Fejér Megyei Közgyűlés tagja is volt.
2007-ben Lengyel egy közúti ellenőrzés során nem tudta felmutatni iratait, majd dulakodásba keveredett a rendőrséggel, melyben egy rendőr és Lengyel is megsérült. Mindkét fél feljelentést tett az üggyel kapcsolatban. Később előkerült egy olyan videó is, melyben a képviselő meztelenül áll egy feszület előtt. 2007 szeptemberében kilépett a Fidesz-frakcióból, később párttagságát is elvesztette.
2008-ban belépett a Független Kisgazda Nemzeti Egységpártba (FKNP), melynek alelnökévé választották. Egyévi független képviselőség után 2008 októberében a Vas János képviselő kilépése miatt kilenc főre csökkent MDF-frakció szabad mandátummal felvette tagjai sorába és frakcióvezető-helyettessé is megválasztották. Ezzel az ellenzéki párt elkerülte a frakció feloszlását. Lengyel volt azon ellenzéki képviselők egyike, aki megszavazta a 2009. évi központi költségvetést, emiatt az FKNP felszólította, hogy hagyja el a pártot. Az MDF-frakcióba történt belépése után az Országgyűlés sport- és turisztikai bizottságának alelnöke lett, melyet a frakció ismételt felbomlásáig viselt.
2009 októberében sikertelen öngyilkossági kísérletet hajtott végre. 2009. november 25-én, 26-i hatállyal lemondott országgyűlési képviselői mandátumáról, mivel a bíróság jogerősen felfüggesztett börtönbüntetésre ítélte a 2007-es ügyéért. Mivel egyéni képviselői mandátuma volt, helyére időközi választás útján kellett volna utódot találni, azonban ez idő hiányában (az országgyűlési választások évében nem lehet időközi választást tartani) elmaradt, posztja a 2010-es országgyűlési választás jogerős lezárásáig betöltetlen maradt.